# Połowce
Połowce is een plaats in het Poolse district  Hajnowski, woiwodschap Podlachië. De plaats maakt deel uit van de gemeente Czeremcha en telt 18 inwoners.